# Nicolas Frochot
Pour les articles homonymes, voir Frochot.

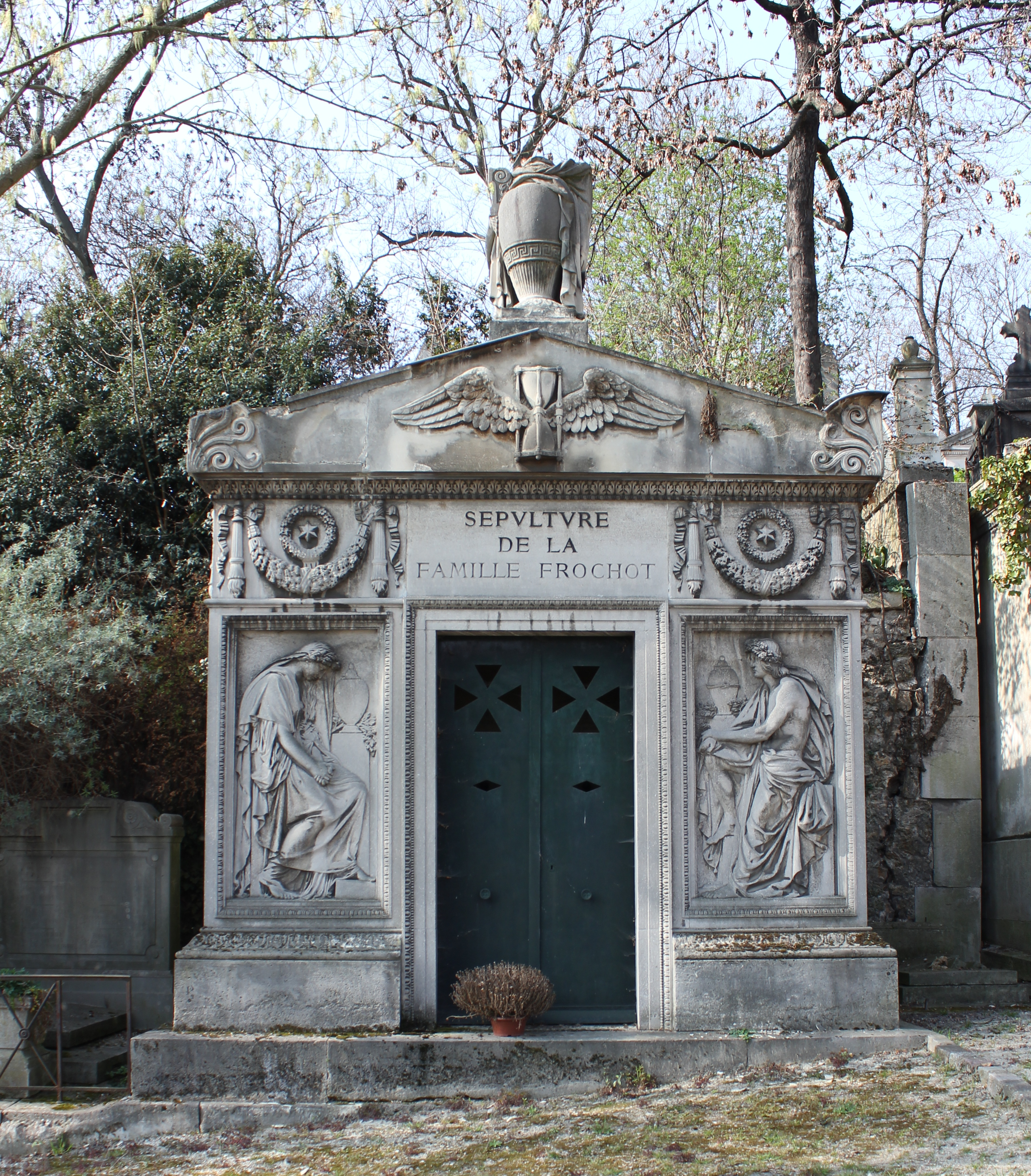
Chapelle de la famille Frochot au cimetière du Père-Lachaise.

Nicolas Thérèse Benoît Frochot est un haut fonctionnaire français, conseiller d'État ; il a été le premier préfet de la Seine. Il est né le 20 mars 1761 à Dijon et mort le 29 juillet 1828 à Rouvres-sur-Aube. Il est inhumé au cimetière du Père-Lachaise (division 37).

## Avant la Révolution
Il est issu d'une famille bourgeoise: il est le fils de Jean Etienne Frochot, qui a porté pendant « 7 ans le collet oratorien » avant de devenir avocat au parlement de Dijon en 1754, et Antoinette Geneviève Charpy.
Il se marie en 1785 avec Denise Petit (1757-1832), fille d'un notaire et prévôt royal à Aignay-le-Duc dont il prend la succession. Il devient le beau-frère de Claude-Auguste Petit de Beauverger.

## Durant la Révolution
Il est élu député du tiers-état du bailliage de la Montagne à Châtillon aux États généraux le 25 mars 1789. Il est chargé de rédiger les cahiers de doléances du tiers état de sa province.
Il se lie d'amitié avec Mirabeau qui le choisit comme exécuteur testamentaire avec le comte de la Marck. Il est l'auteur du titre VII de la Constitution, publié sous le titre De la souveraineté nationale dont l'exercice n'est pas constamment délégué.
D'abord administrateur de la Côte-d'Or, il est emprisonné sous la Terreur. Libéré à la suite de la chute de Robespierre, il occupe divers postes administratifs avant d'être élu député de la Côte-d'Or en décembre 1799.

## Durant le Consulat et le Premier Empire

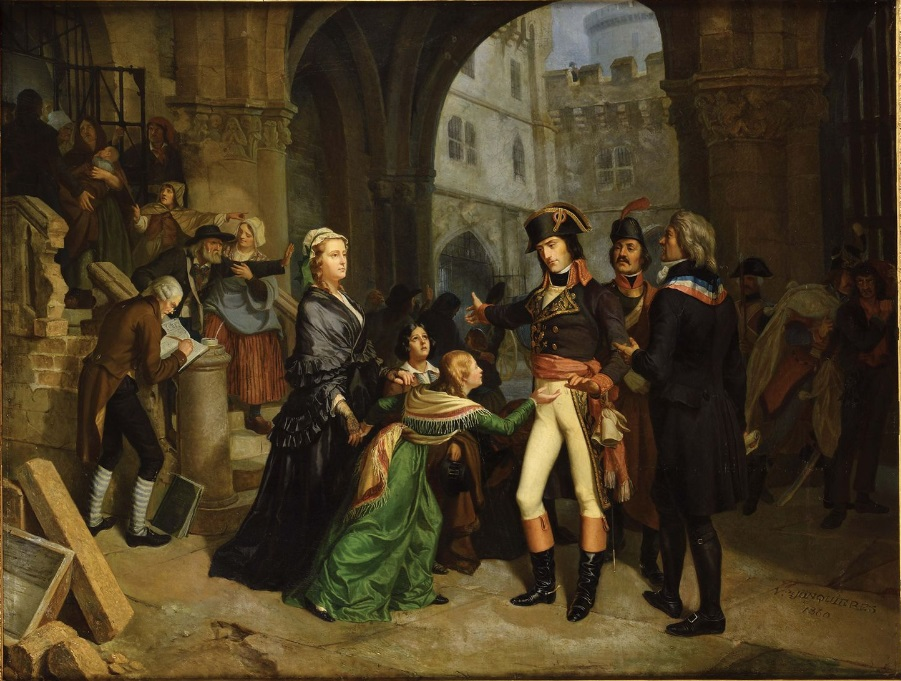
Victor Philippe Auguste de Jonquières, Napoléon Bonaparte libérant les prisonniers du Temple accompagné de Nicolas Frochot, préfet de la Seine et de Paris, 1860

Quelques mois plus tard, le 22 mars 1800 (1er germinal an VIII), nommé préfet de la Seine par Bonaparte, il démissionne de son mandat de député. Il devient ainsi le premier Préfet de la Seine et de Paris (Étienne Mejan lui est adjoint comme secrétaire général de la préfecture).
Il propose de nombreuses réformes à caractère social (prisons, hôpitaux, Mont-de-piété et service des enfants abandonnés), qu'il ne parvient toutefois pas à mettre totalement en application. Il réalise les premiers embellissements et aménagements de voirie décidés par Napoléon, dont la numérotation des immeubles. Il fait percer de nouvelles rues, voies, ponts et marchés. Il fait acheter des terrains, hors des limites du Paris de l'époque, qu'il fait transformer en 4 cimetières : cimetière du Père-Lachaise, cimetière de Montmartre, cimetière du Montparnasse et cimetière de Passy. Il a projeté l’établissement d’un cinquième cimetière à l’endroit où s’est installée la gare de marchandises de la gare d’Orléans.  Il est mis en retraite en 1812, à la suite de la Conspiration de Malet.
Durant son administration de la Seine, c'est lui qui passera commande du tableau La Justice et la Vengeance divine poursuivant le Crime auprès de Pierre-Paul Prud'hon et aujourd'hui exposé au Musée du Louvre.
Il est nommé comte d'Empire.

## Durant la Restauration
Conseiller d'État honoraire sous la première Restauration, il se rallie à Napoléon qui le nomme préfet des Bouches-du-Rhône durant les Cent-Jours. Il est destitué lors de la deuxième Restauration pour être remplacé par le comte de Vaublanc. Il se retire alors définitivement de la vie publique. Il gère ensuite son domaine d'Etufs à Rouvres-sur-Aube.
Il est grand officier de la Légion d'honneur et a donné son nom à l'avenue et à la rue Frochot à Paris. Il repose au  cimetière du Père-Lachaise (division 37).
Son fils Étienne (1798-1828) fut sous-préfet puis agent de change.

## Sources
- Archives nationales, base Leonore, LH/1039/57, dossier de Légion d'honneur de Nicolas Thérèse Benoît Frochot (avec extrait de baptême). Numérisé.